# Абдулах Таја
Абдулах Таја (арапски: عبد الله الطايع, Рабат, 1973) марокански је писац и режисер који ствара на француском језику и живи у Паризу од 1998. године. Објавио је осам романа, од којих су многи аутобиографски. Његове књиге су преведене на баскијски, холандски, енглески, италијански, румунски, шпански, шведски и арапски.
Таја је 2006. године постао први јавно декларисани геј арапски писац, и једини је геј марокански писац или режисер. Сматра се да је његов први филм, Војска спаса, арапском филму дао „свог првог геј протагонисту". Након што се јавно декларисао као геј мушкарац, према једном извору, Таја је „постао икона у својој домовини Мароку и арапском свету и светионик наде у земљи у којој је хомосексуалност илегална".

## Младост и образовање
Абдулах Таја је рођен 1973. године у Рабату, Мароко. Према Њујорк тајмсу, Таја је „рођен у јавној библиотеци у Рабату, где је његов тата радио као домар и где је његова породица живела до његове 2. године." Одрастао је у Хај Салему, насељу града Сале који се налази близу Рабата. Његова породица је била сиромашна. Имао је деветоро браће и сестара. Први контакт са књижевношћу имао је преко свог оца у библиотеци.
Таја је живео у Хај Салему од 1974. до 1998. године. Описао је ово искуство речима:
Све што знам о свету долази из овог града и овог комшилука. Све што желим ставити у своју књигу долази из овог света. Кућа у којој сам ја живео била је врло мала, само три собе за једанаест особа. Једна соба за мог оца, друга за мог старијег брата Абделкебира који је имао велики утицај на мене, а трећа за остатак породице: моју мајку, шест сестара, мог малог брата и мене. Мој се живот и даље врти око ове три собе. Укуси, мириси, слике, идеје страха и преступа долазе из ове куће, ове сиромашне породице коју волим и мрзим истовремено. Дуги низ година били смо стварно сиромашни, нисмо имали довољно хране и пуно смо се борили. Моћне структуре у породици биле су огледало диктатуре кроз коју је Мароко тада пролазио.
Као младић, додирнуо је високонапонски генератор струје и био несвестан и сматрао се мртвим на један сат. Након што се пробудио, прозвали су га за „чудотворца". Године 2010. рекао је: „Још увек имам неку струју коју сам добио тог дана, био сам негде током тог „мртвог времена" , али где, не знам, можда разлог због којег пишем је зато што желим знати одговор на то питање.
Таја је био феминизирани дечко који је „увек знао да је геј". Већину његовог детињства, према Њујорк Тајмсу, „скривао је своју сексуалност најбоље што је могао, али његов специфично понашање донело му је исмевање и злостављање, иако би касније постало извор уметничке инспирације." Његова породица „је вероватно увек знала" да је био геј, касније је рекао, али" никада о томе нису говорили". Када је имао 11 година, група мушкараца се окупила изван његове породичне куће и викала му да изађе да би га силовали. „Сви су чули, не само моја породица, већ и читаво насеље", изјавио је касније. „Оно што сам јасно видео је да овако функционише друштво и да вас нико не може заштитити, чак ни ваши родитељи. Тада сам схватио да морам сакрити ко сам ја".
Тајини родитељи су подржавали образовање и уписали су петоро своје деце на факултет. Абдулах је студирао француску књижевност док је живео у Рабату. Таја је изјавио 2010. године да му је било јасно да ће морати да иде у Париз, јер је то град Изабеле Ађани, град Рембоа и Марсела Пруста. Циљ му је да оде тамо и живи слободно као хомосексуалац, али у исто време да оствари своје циљеве - да пише књиге и ствара филмове.
Када је уписао факултет, схватио је да је његово знање француског језика доста лоше. Стога је одлучио да га побољша тако што ће писати свој дневник на француском. То је био најбољи начин да се ухвати у коштац са језиком и да оствари контакт без икакве медијације и посредника. Његов стил писања је настао из ове одлуке, и дневника који је чувао у Мароку. На овај начин је постао писац. Његово знање француског се поправило у толикој мери да је освојио стипендију за студирање француске књижевности 18. века у Женеви. Он је 1998. године живео у Швајцарској, где је студирао један семестар. Од 1999. је прешао на Сорбону, уз још једну стипендију, како би радио на својој докторској тези. У Паризу је Таја избегао од репресивних ограничења своје породице и мароканског друштва, и започео процес самоспознаје.

## Каријера
Тајине књиге се баве темом његовог живота у хомофобичном окружењу и имају аутобиографску позадину на основу друштвених искустава генерација Мароканаца који су одрастали осамдесетих и деведесетих година прошлог века. Пет његових романа издала је француска издавачка кућа Editions du Seuil. Два његова романа, Војска спаса (Salvation Army, 2009) и Арапска меланхолија (An Arab Melancholia, 2012), објављена су на енглеском језику.